# Sierra Menera
Sierra Menera es una alineación montañosa de aproximadamente 30 km que hace parte la rama castellana del sistema Ibérico. Su elevación más alta es el Pueyo de San Ginés con 1603 m de altura. Otra importante cima es Mojón Alto con 1591 m. Sierra Menera hace parte de la unidad morfoestructural llamada "Serranía de Albarracín" junto con la Sierra de Albarracín sensu stricto y los Montes Universales.
Administrativamente Sierra Menera se reparte entre las comarcas aragonesas de la Sierra de Albarracín, la Comunidad de Teruel y Jiloca en la vertiente oriental y a la comarca castellanomanchega del Señorío de Molina-Alto Tajo en la vertiente occidental. En algunos cerros se han instalado aerogeneradores.
La dirección predominante de la sierra es NNW - SSE. No es tan alta como otras sierras del Sistema Ibérico. Desde el punto de vista hidrográfico, Sierra Menera divide las vertientes mediterránea y atlántica. Los pequeños cursos de agua de la parte occidental desembocan en el río Tajo mientras que los de la parte oriental, en algunos casos meras ramblas, lo hacen en el río Jiloca, y algunos de la parte septentrional en la Laguna de Gallocanta.
El lugar conocido como Mirador de la Marajosa, con un robledal de Quercus pyrenaica que ofrece una amplia vista del paisaje de los alrededores.

## Historia
La arqueología documenta núcleos de población en Sierra Menera relacionados con la metalurgia del hierro ya en el periodo celtibérico pero que no registran las fuentes escritas romanas contemporáneas.
En el periodo andalusí hubo extracciones de hierro y lugares habitados junto a las menas. También había alquerías y torres ligadas a los trabajos metalúrgicos que podían estar fortificadas, aunque dichas estructuras serían menores y a menudo meras torres-refugio. Se considera que la Torre Gabasa y el Castillo de Ojos Negros son las estrcuturas más antiguas mientras que Saletas y La Torreta de Peracense son más modernas. También había poblaciones situadas en alturas y al menos un hisn en Ródenas según descripciones de Al-Idrisi.
Algunos de los núcleos de población actuales se comienzan a documentar en tiempos de la Reconquista y la consiguiente repoblación medieval. En las últimas décadas del siglo XII hubo una llegada de colonos cristianos dio estabilidad demográfica a los núcleos de población de la zona y permitieron la formación de una red de aldeas que se documenta desde principios del siglo XIII en la vertiente aragonesa. Son las principales fuentes documentales los repartos de las diezmos que se adjudicaban las iglesias de Daroca y Teruel. Las torres-refugio del periodo andalusí (quba) tomaron la denominación romance de torre y se originaron nuevos topónimos: La Torreta, Torre del Buco, Torrillo, Torralba, Torrecilla, Torre los Negros, Torre la Cárcel, Torremocha y Villanueva de las Tres Torres, en Aragón y Torredelpalo, Torremochuela, Torrecuadrada de Molina, Tortuera, Tordellego, Tordesilos en la provincia de Guadalajara.
Cuando avanzó la reconquista hasta el reino de Valencia Sierra Minera se convirtió en frontera entre los reinos de Aragón, Castilla y el independiente Señorío de Albarracín. En este territorio de difícil control hubo almogávares que saquearon localidades limítrofes tanto en Aragón como en Castilla y que obligaron a las autoridades a intervenir en diferentes ocasiones.

## Minería
Las minas de hierro de Sierra Menera se habían explotado probablemente ya en época prerromana, y a partir del siglo XVI fueron la fuente de suministro a diversas ferrerías instaladas en la zona. La actividad se mantuvo, a una escala relativamente grande, para suministrar mineral de hierro a las ferrerías de los municipios de las proximidades. En el año 1900, la sociedad “Sota y Aznar” arrendó por un plazo de 60 años las concesiones que la “Comunidad de Bienes Echevarrieta y Larrinaga” había ido comprando en la zona de Sierra Menera, que cubrían 1439 hectáreas de terreno en las provincias de Teruel y de Guadalajara. La propiedad de las concesiones pasó en 1931 al Banco de Bilbao, aunque se mantuvo el arriendo. En 1903 la Compañía Minera de Sierra Menera S.A. abrió una línea de ferrocarril de 200 km con el fin de llevar el mineral de hierro (hematites) de Ojos Negros para el puerto de Sagunto. En este municipio también se encontraba una instalación de altos hornos, donde hay una planta de peletización.
La actividad minera prolongada a través de los siglos ha causado impactos ambientales en Sierra Menera. Hay muchas toneladas de escombreras diseminadas por toda la sierra, formada por rocas estérioles y restos de mineral. Desde mitad del siglo XX, la minería a cielo abierto a gran escala causó una severa degradación de la tierra en amplias zonas.
Las instalaciones de procesado de Sagunto, Altos Hornos del Mediterráneo S.A., cerraron en el año 1984 y la compañía minera de Sierra Menera cayó en bancarrota en 1987, cerrándose después las minas y las instalaciones subsidiarias. Mucha gente en Ojos Negros quedó en paro después de pararse la actividad minera de la sierra, y en consecuencia la población bajó desde 3000 habitantes en el siglo XX hasta 560 en el año 2010. En la época del cierre de las minas no había legislación que obligara a la compañía minera a reparar el impacto ambiental causado por su actividad. La ley española vigente en esos tiempos no incluía provisiones al respecto a fecha de su promulgación en 1973.